# Töericht
Töericht (gesprochen töricht, Eigenschreibweise töericht) ist ein deutsches Singer-Songwriter-Duo, bestehend aus den Musikern Andy Grahammer und Marcel Beyer.

## Geschichte
Töericht wurde im Herbst 2013 ins Leben gerufen. Andy Grahammer und Marcel Beyer trafen sich bei einer Party der Band Liver, in der Marcel Sänger war und Andys Freund Bass spielte. Aus dieser Begegnung entstanden erste Lieder und im Februar 2018 erschien das erste Album mit dem Titel Alles andere wäre.
Ihren ersten öffentlichen Auftritt hatten sie im April 2018 beim Sendlinger Kulturpreis in München und belegten den 3. Platz.
Im August 2018 schaffte Töericht mit ihrem Lied Falsche Propheten den Einstieg in die Liederbestenliste mit einer persönlichen Empfehlung des Jurors Alfred Hallauer.
Im April 2019 wurde Töericht mit ihrem Album Alles andere wäre in der Kategorie Rock für den Preis der deutschen Schallplattenkritik nominiert.

## Diskografie
(Quelle:)

### Alben
- 2018: Alles andere wäre (LaaberRecords)
- 2019: Ausgeklinkt, die erste (LaaberRecords)
- 2019: Alles andere remixed, feat. Any (LaaberRecords)
- 2020: Alles andere kann warten (LaaberRecords)

### Singles
- 2018: Ein Teil Von Uns (LaaberRecords)
- 2018: Falsche Propheten (LaaberRecords)
- 2018: Ich Hör Dich Nicht (LaaberRecords)
- 2018: Ihdild (LaaberRecords)
- 2018: Perfekter Tag (LaaberRecords)
- 2018: Wenn Die Worte Fehln (LaaberRecords)
- 2018: Komm Mit Mir (Akustik Version) (LaaberRecords)
- 2018: Regen (LaaberRecords)
- 2018: Noch Einmal (LaaberRecords)
- 2018: Vergessen (LaaberRecords)
- 2018: Nie Wieder Schlafen (LaaberRecords)
- 2019: Brüder (LaaberRecords)
- 2019: Fliegen (LaaberRecords)
- 2019: Tanz mit mir (LaaberRecords)
- 2019: Wenn die Worte fehln (feat. DJ Pollymorf) (LaaberRecords)
- 2020: Fotogen (feat. Maik Negraschus) (LaaberRecords)
- 2020: Ich bin kein Freelancer ich bin ein Dancer (feat. Scatterface) (LaaberRecords)
- 2021: SOS I need help
- 2021: Heut is jetz für immer
- 2021: Katastrophen (Studio Version)
- 2023: Ein kleines Stück (LaaberRecords)

## Trivia
- Töericht verwendet in der Eigenschreibweise ihrer Liedertitel ausschließlich Kleinbuchstaben.